# Greer Spring
Koordinaten: 36° 47′ 12″ N, 91° 20′ 51″ W
Der Greer Spring ist eine Karstquelle im Staat Missouri in den Vereinigten Staaten.

## Beschreibung
Die Quelle befindet sich im Oregon County nördlich des Ortes Greer. Sie liegt im südöstlichen Teil der Ozark Mountains im Mark Twain National Forrest. Die Quelle ist mit einer durchschnittlichen Schüttung von 10.000 l/s eine der stärksten Quellen der USA und die zweitgrößte der Ozark Mountains. Der Greer Spring wurde 1980 als National Natural Landmark (Naturdenkmal) ausgewiesen.

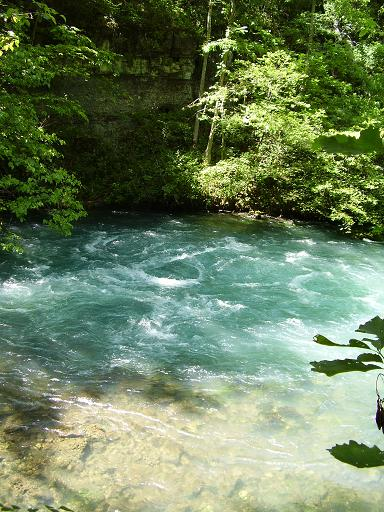
Abfluss des Greer Springs

Der Greer Spring liegt am unteren Rand einer schmalen Schlucht. Dort entspringt das Wasser der Hauptquelle einem Höhlenportal. Der abfließende Quellfluss, der Greer Spring Branch, verläuft dann zwischen Moos bedeckt Felsen, eine steile Schlucht im Laubwald hinab und fällt bis zu seiner Mündung in den Eleven Point River nach 1,9 km etwa 20 Höhenmeter. Auf dem Quellfluss sind Freizeitaktivitäten wie Bootfahren, auch in der trockenen Jahreszeit, gewährleistet. Die große Menge an kaltem Quellwasser verwandelt den Eleven Point River, für mehrere Kilometer flussabwärts, in einen Kaltflussstrom. Das kalte Quellwasser schafft auch ideale Bedingungen für Forellen. Der Greer Spring ist wohl die unberührteste große Quelle in den Ozarks. Für den Besuch der Quelle besteht ein Wanderparkplatz an der Missouri State Route 19.

## Geschichte
Die erste Getreidemühle wurde am Quellfluss von Captain Samuel Greer im Jahr 1859 gebaut. Er war Namensgeber für die Quelle. Die Mühle wurde während des Amerikanischen Bürgerkriegs zerstört, und später wieder aufgebaut. Zwischen 1883 und 1899 wurde die alte Mühle entfernt, um Platz für einen neuen Walzenstuhl zu schaffen.